# ロレイン・フェザー

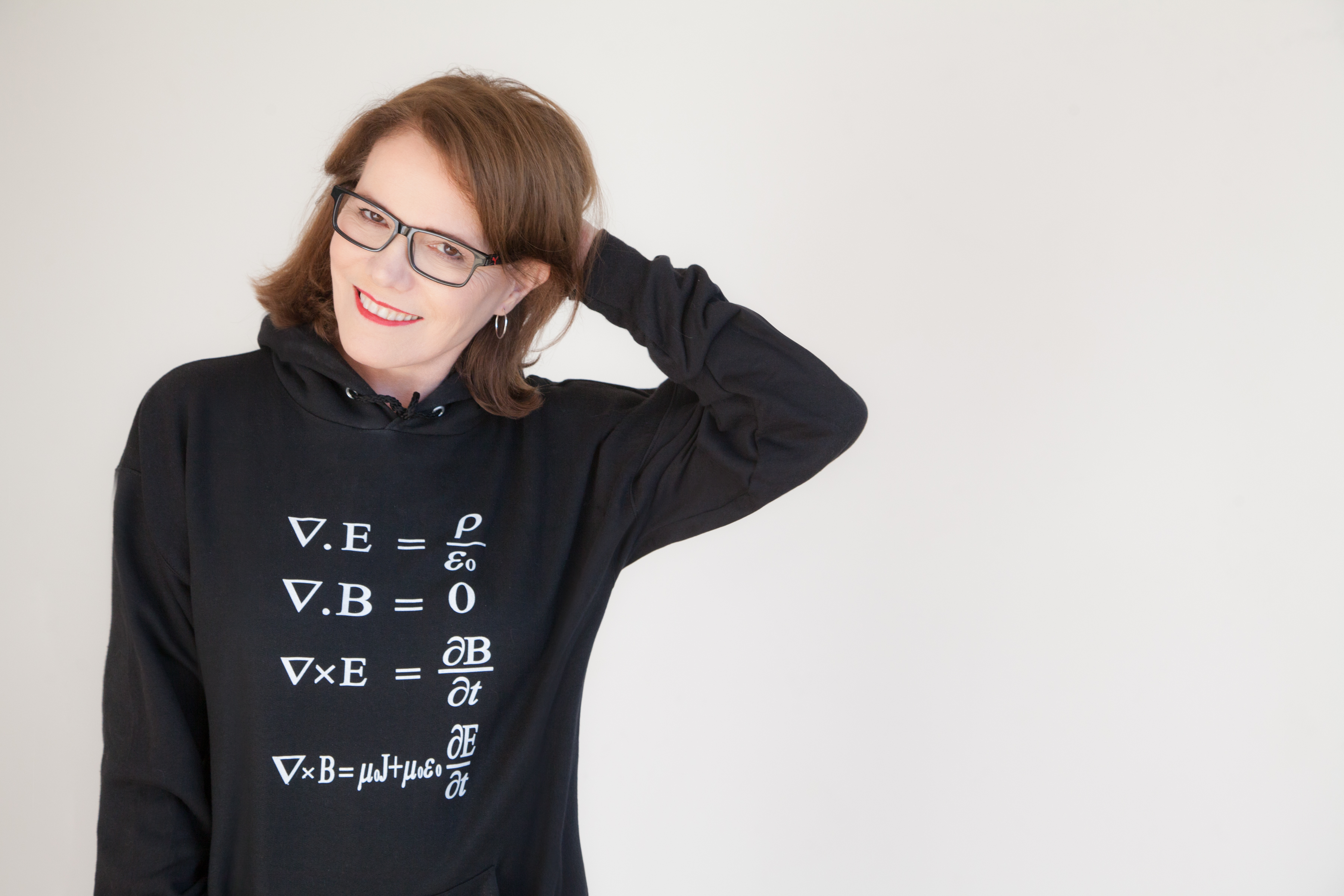
ロレイン・フェザー。アルバム『Math Camp』でのショット
撮影：マイク・ヒーリー

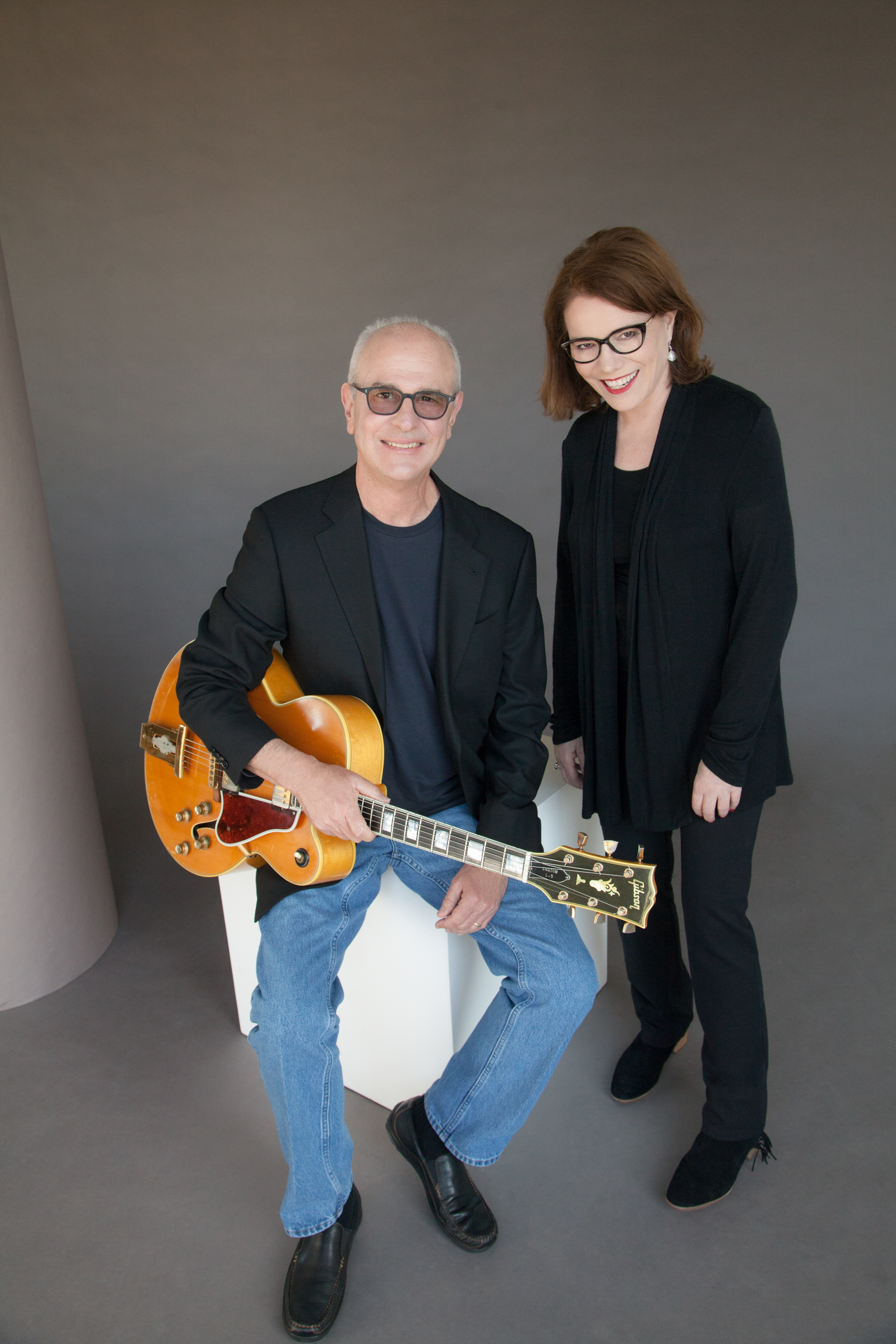
エディ・アーキンとロレイン・フェザー。アルバム『Math Camp』でのショット
撮影：マイク・ヒーリー

ロレイン・フェザー（Lorraine Feather、本名・ビリー・ジェーン・リー・ロレイン・フェザー、1948年9月10日 - ）は、アメリカの歌手、作詞家、ソングライター。

## 生い立ち
マンハッタン出身の彼女は、ジャズ・ライターのレナード・フェザーと、元ビッグバンド・シンガーである妻のジェーンの間に生まれた。彼女は、名付け親のビリー・ホリデイ、母親のかつてのルームメイトであるペギー・リー、そして歌の「Sweet Lorraine」にちなんでビリー・ジェーン・リー・ロレインと名付けられた。
彼女のアルバムのうちの3枚、『Ages』 (2010年)、『Attachments』 (2013年)、『Flirting with Disaster』 (2015年)は、ベスト・ジャズ・ボーカル・アルバムのカテゴリーでグラミー賞にノミネートされている。

## ディスコグラフィ

### アルバム
- 『イントロデューシング・ロレイン・フェザー』 - Joanne Grauer Introducing Lorraine Feather (1978年、MPS) ※ジョアン・グラウアー名義
- 『スウィート・ロレイン』 - Sweet Lorraine (1978年、Concord Jazz)
- The Body Remembers (1996年、Bean Bag)
- New York City Drag (2000年、Rhombus)
- Such Sweet Thunder (2003年、Sanctuary)
- Cafe Society (2003年、Sanctuary)
- Dooji Wooji (2005年、Sanctuary)
- Language (2008年、Jazzed Media)
- Ages (2010年、Jazzed Media)
- Tales of the Unusual (2012年、Jazzed Media)
- Attachments (2013年、Jazzed Media)
- Flirting with Disaster (2015年、Jazzed Media)
- Math Camp (2018年、Relarion)
- My Own Particular Life (2021年、Relarion)